# روبرتو بيكولي
روبرتو بيكولي (بالإيطالية: Roberto Piccoli)‏ هو لاعب كرة قدم إيطالي في مركز الهجوم، ولد في 27 يناير 2001 في بيرغامو في إيطاليا. لعب مع أتالانتا ونادي سبيزيا.

## وصلات خارجية
- روبرتو بيكولي على موقع الاتحاد الأوربي (الإنجليزية)
- روبرتو بيكولي على موقع قاعدة بيانات كرة القدم.إي يو (الإنجليزية)
- روبرتو بيكولي على موقع Soccerbase.com (لاعب) (الإنجليزية)
- روبرتو بيكولي على موقع Soccerway.com (الإنجليزية)
- روبرتو بيكولي على موقع عالم كرة القدم.نت (الإنجليزية)